# Satz von Dvoretzky-Rogers
Der Satz von Dvoretzky-Rogers, nach Aryeh Dvoretzky und Claude Ambrose Rogers, ist ein Satz aus dem mathematischen Teilgebiet der Funktionalanalysis, der sich mit dem Konvergenzverhalten von Reihen in Banachräumen befasst.

## Lemma von Dvoretzky-Rogers
Wir beginnen mit einem Lemma über endlichdimensionale normierte Räume, das die Existenz einer Basis sichert, bezüglich der eine Abschätzung gegen die euklidische Norm der Koeffizienten besteht:
- Lemma von Dvoretzky-Rogers: In einem {\displaystyle n}-dimensionalen normierten Raum {\displaystyle E} gibt es Vektoren {\displaystyle x_{1},\ldots ,x_{n}\in E} mit Norm 1, so dass für {\displaystyle 1\leq m\leq n} und alle Koeffizienten {\displaystyle t_{1},\ldots ,t_{m}\in \mathbb {R} } die folgende Ungleichung gilt:

Die Güte der Abschätzung hängt von der Anzahl {\displaystyle m} der Summanden ab, ist ungünstigstenfalls gleich {\displaystyle 1+{\sqrt {n-1}}} und damit dimensionsabhängig. Will man von der Dimension unabhängig sein, so muss man die Anzahl der Summanden einschränken, wie dies im folgenden Korollar, das der wesentliche Bestandteil des Beweises zum Satz von Dvoretzky-Rogers ist, geschieht:
- Korollar: Ist {\displaystyle n\geq m(m-1)}, so gibt es in jedem {\displaystyle n}-dimensionalen normierten Raum {\displaystyle E} Vektoren {\displaystyle x_{1},\ldots ,x_{m}\in E} mit Norm 1, so dass für alle Koeffizienten {\displaystyle t_{1},\ldots ,t_{m}\in \mathbb {R} } folgende Ungleichung gilt:

## Satz von Dvoretzky-Rogers
- Sei {\displaystyle E} ein unendlichdimensionaler Banachraum und {\displaystyle (a_{n})_{n}} eine Folge positiver Zahlen mit {\displaystyle \Sigma _{n}a_{n}^{2}<\infty }. Dann existiert eine Folge {\displaystyle (x_{n})_{n}} von Vektoren aus {\displaystyle E} mit {\displaystyle \|x_{n}\|=a_{n}}, so dass die Reihe {\displaystyle \Sigma _{n}x_{n}} unbedingt konvergiert.

Zum Beweis verschafft man sich eine geeignete Folge endlichdimensionaler Teilräume, aus denen man mit Hilfe obigen Korollars zum Lemma von  Dvoretzky-Rogers die gesuchten Vektoren auswählt.

## Anwendungen

### Eine Charakterisierung endlichdimensionaler Räume
Nach dem Satz von  Dvoretzky-Rogers gibt es in jedem unendlichdimensionalen Banachraum eine Folge {\displaystyle (x_{n})_{n}} mit {\displaystyle \textstyle \|x_{n}\|={\frac {1}{n}}}, so dass die Reihe {\displaystyle \Sigma _{n}x_{n}} unbedingt konvergiert, denn bekanntlich gilt {\displaystyle \textstyle \Sigma _{n}{\frac {1}{n^{2}}}<\infty }. Da {\displaystyle \Sigma _{n}\|x_{n}\|} divergiert (siehe Harmonische Reihe), ist die Reihe nicht absolut konvergent. Also enthält jeder unendlichdimensionale Banachraum eine unbedingt konvergente Reihe, die nicht absolut konvergiert. Da unbedingt und absolut konvergente Reihen in endlichdimensionalen Räumen nach dem steinitzschen Umordnungssatz zusammenfallen, erhält man folgende Charakterisierung der endlichdimensionalen Räume, die manchmal auch als Satz von Dvoretzky-Rogers bezeichnet wird.
- Ein Banachraum ist genau dann endlichdimensional, wenn jede unbedingt konvergente Reihe auch absolut konvergiert.

### Ein Satz von Orlicz
Nach einem Satz von Władysław Orlicz gilt für jede unbedingt konvergente Reihe {\displaystyle \Sigma _{n}x_{n}} in Lp[0,1] , {\displaystyle 1\leq p<\infty }, dass {\displaystyle \Sigma _{n}\|x_{n}\|^{r}<\infty }, wobei {\displaystyle r:=\max(2,p)}.
Daher kann eine Reihe {\displaystyle \Sigma _{n}x_{n}} mit {\displaystyle \Sigma _{n}\|x_{n}\|^{2}=\infty } in L2[0,1] nicht unbedingt konvergent sein. Dies zeigt, dass sich die Voraussetzung im Satz von Dvoretzky-Rogers nicht abschwächen lässt, denn in diesem Fall ist die Bedingung sogar notwendig. Umgekehrt zeigt der Satz von Dvoretzky-Rogers, dass die  zunächst unnatürlich erscheinende Einschränkung auf Exponenten {\displaystyle \geq 2} in obigem Satz von Orlicz unumgänglich ist, denn es gilt:
- Folgt in einem unendlichdimensionalen Banachraum aus der unbedingten Konvergenz einer Reihe {\displaystyle \Sigma _{n}x_{n}} stets {\displaystyle \Sigma _{n}\|x_{n}\|^{r}<\infty } für ein festes {\displaystyle r}, so gilt {\displaystyle r\geq 2}.

Ist nämlich {\displaystyle (a_{n})_{n}} im Folgenraum {\displaystyle \ell ^{2}}, so gibt es nach dem Satz von Dvoretzky-Rogers eine unbedingt konvergente Reihe {\displaystyle \Sigma _{n}x_{n}} mit {\displaystyle \|x_{n}\|=|a_{n}|} für alle {\displaystyle n}, und für diese Reihe gilt nach Voraussetzung {\displaystyle \Sigma _{n}|a_{n}|^{r}=\Sigma _{n}\|x_{n}\|^{r}<\infty }. Damit ist {\displaystyle \ell ^{2}\subset \ell ^{r}} gezeigt, und das bedeutet {\displaystyle 2\leq r}.